# أوسرد
أوسرد (به عربی: أوسرد) یک منطقهٔ مسکونی در صحرای غربی است که در Aousserd Province واقع شده‌است. أوسرد ۵٬۸۳۲ نفر جمعیت دارد.